# Bourbon Gautier
Pour les articles homonymes, voir Gautier, Gauthier et Pierre Gauthier.
Bourbon Gautier (né Pierre M. Gauthier en 1954) est un auteur-compositeur-interprète québécois. Il est le premier Québécois à participer au gala des Country Music Awards (en)[source insuffisante].
Reconnu tout d'abord pour ses talents de batteur, il a, au cours des années, joué avec plusieurs groupes tels Les Platters, Maneige, et Les Fabuleux Élégants, formés de lui-même, William Dunker, Patrick Norman et Jeff Smallwood. Il fait également des enregistrements solo ainsi que des collaborations avec d'autres artistes tels Laurence Jalbert (Avant le squall).
De 1997 à 1999, il anime l'émission Bourbon Voyageur à MusiMax.